# (14448) 1992 VQ
(14448) 1992 VQ là một tiểu hành tinh vành đai chính. Nó được phát hiện bởi Seiji Ueda và Hiroshi Kaneda ở Kushiro, Hokkaidō, Nhật Bản, ngày 2 tháng 11 năm 1992.